# عيد الأسابيع
يصادف عِيدُ الأَسَابِيعِ (بالعبرية: שָׁבוּעוֹת، شَابُوعُوت؛ معناها الأسابيع) اليوم السادس من شهر سيوان على التقويم العبري (مايو أو يونيو)، ويأتي بعد سبعة أسابيع من عيد الفصح اليهودي ومن هنا جاءت تسميته.
عيد الأسابيع هو أحد أعياد الحج، يحتفل فيه بباكورة الفاكهة، وبنزول التوراة على اليهود، كانت تقدم الباكورة إلى الهيكل أي هيكل سليمان، أما الآن فتقدم إلى الكنيس ويزين بأغصان خضر، ثم عمد اليهود إلى تقديم باكورة الثمار إلى الصندوق القومي اليهودي. ولأن التوراة نزلت في عيد الأسابيع على طور سيناء لذلك على الأولاد أن يبدؤوا تعلمهم للعبرية فيه.
تقول الروايات أن داود ولد ومات في عيد الأسابيع، لذا جرت العادة أن يتلى سفر المزامير في اليوم الثاني منه، ويحج اليهود جبل صهيون لزعمهم أن داود مدفون فيه، كما يشعل بعضهم مئة وخمسين شمعة في الكنيس رمزا لعدد سفر المزامير، وتغنى فيه الأناشيد والمزامير وبخاصة قصيدة تدعى «أقداموت [الإنجليزية]» وهي قصيدة باللغة الآرامية عُرفت في القرن الحادي عشر.